# Phragmatobia pura
Phragmatobia pura là một loài bướm đêm thuộc phân họ Arctiinae, họ Erebidae.